# 요네자와 다카시
요네자와 다카시(일본어: 米沢 隆, 1940년 1월 28일~2016년 6월 16일)는 9선 중의원 의원을 지낸 일본의 정치인이다.

## 생애
1940년 가고시마현 아이라군 후쿠야마정(현 기리시마시)에서 태어났다. 교토 대학 법학부를 졸업한 뒤 1964년 아사히 카세이에 입사했다. 이후 노동조합을 결성해 서기장이 되었다. 1971년 미야자키현의회 의원 선거에 출마해 당선됐으며 1975년에는 재선에 성공했다.
1976년 제34회 일본 중의원 의원 총선거에 민사당 공천으로 출마해 당선됐다. 1985년 정책심의회장이 되었고 1989년 리크루트 사건으로 쓰카모토 사부로가 위원장에서 물러나고 나가스에 에이이치가 신임 위원장으로 취임하자 서기장이 되었다. 다음 해 오우치 게이고가 위원장이 되었는데 서기장에 유임했다. 오우치와 함께 자공민 노선에 적극적으로 나서 자유민주당 간사장 오자와 이치로, 공명당 서기장 이치카와 유이치와 협력해 「유엔 평화유지 활동 등에 대한 협력에 관한 법률」안을 통과시켰다. 이때부터 오자와, 이치카와와 친분을 맺었다.
1993년 내각 불신임 결의안이 가결되자 총리대신 미야자와 기이치는 중의원을 해산했고 곧 제40회 일본 중의원 의원 총선거가 시행됐다. 이 선거에서 자민당은 과반수 획득에 실패했고 자민당을 탈당해 신생당을 창당했던 오자와의 주도하에 야당 8개가 모여 연립 정권을 수륍했다. 위원장인 오우치가 후생상으로 입각하여 서기장이던 요네자와가 당의 실무를 담당했으며 오자와, 이치카와와 협력해 정권 운영을 주도했다.
1994년 4월 오자와가 주도하는 연립 정권에 일본사회당이 반발하여 연립에서 이탈하자 하타 내각은 순식간에 소수 정권이 되었고 자유민주당이 사회당과 손잡고 정권을 되찾아가면서 민사당은 다시 야당으로 돌아갔다. 이 여파로 오우치가 위원장에서 물러났으며 후임으로 요네자와가 위원장에 취임했다. 이후 오자와가 야당을 한데 모아 신진당을 창당하려 하자 민사당 내에서 신진당에 합류하려는 의원들이 속출했다. 이에 요네자와는 12월 민사당 해산을 선언한 뒤 신진당 창당에 참여했다. 신진당이 창당된 뒤 초대 당수 선거에 입후보했지만 자민당 출신의 가이후 도시키와 전 총리대신 하타 쓰토무에게 밀려났고 대신 부당수가 되었다.
1995년 당수 선거 땐 간사장 오자와를 지지하여 오자와 당선에 공헌했다. 이후 간사장이 되었으며 1996년 8월 제41회 일본 중의원 의원 총선거를 앞두고 다시 부당수가 되었다. 그런데 총선에서 자민당 나카야마 나리아키에게 3,000여 표 차로 패배했다. 또한 당시 신진당은 가토 무쓰키 등 일부를 제외하곤 중복 입후보 제도를 인정하지 않았기에 비례대표로 부활하지 못한 채 그대로 낙선했다.
신진당이 해산한 뒤에는 민주당에 합류했으며 2000년 제42회 일본 중의원 의원 총선거에 다시 출마했지만 또 나카야마에게 패배했다. 하지만 2002년 10월 고가 잇세이가 사망하면서 차순위인 요네자와가 의원직을 계승하여 8선 의원이 되었다. 2003년 제43회 일본 중의원 의원 총선거에서 나카야마에게 세 번째로 패배했지만 이번에는 비례대표로 부활에 성공하여 9선 고지에 올랐다. 2004년 9월 민주당 부대표가 되었으며 옛 민사당 계열 의원들로 구성된 민사협회를 창설한 뒤 초대 회장에 취임했다.
2005년 제44회 일본 중의원 의원 총선거에서 나카야마에게 네 번째 패배를 경험했고 비례대표 부활에도 실패했다. 이후 정계를 은퇴했다. 2016년 6월 호흡부전으로 사망했다. 정4위에 서훈됐다.

## 역대 선거 결과
|  | 0% |

|  | 0% |

|  | 18.7% |

|  | 22.1% |

|  | 24.2% |

|  | 20.8% |

|  | 24.6% |

|  | 24.4% |

|  | 24.9% |

|  | 39.56% |

|  | 35.55% |

|  | 37.76% |

|  | 26.67% |